# Tentación (album de La Unión)
Quinto álbum del grupo español La Unión, lanzado comercialmente el 15 de octubre de 1990 bajo el sello Warner Music Group. 
Tentación está considerado su cima artística, en términos de mayor éxito comercial, sonido distintivo del grupo e impacto sociocultural y mediático en su carrera, siendo uno de los momentos más icónicos del grupo en la memoria colectiva, junto a su primera canción Lobo-hombre en París.

## El album
El anterior álbum Vivir al esté del Edén había sido el primero del grupo como trío, cosechando a la postre un gran éxito, con la canción Más y más como banda sonora de La Vuelta Ciclista a España 1989, por lo que el trío se enfrentaba con Tentación a la reválida de ese éxito. 
En Tentación introdujeron por primera vez sonidos más oscuros (Fueron los celos), letras sexualmente más explícitas (Llámame) y en general un sonido electrónico junto a la base de rock.   
El primer sencillo fue la canción Fueron los celos, cuyo videoclip fue protagonizado por la modelo española Judit Mascó.
La producción fue a cargo de Mike Howlett (Tears for Fears, Berlín, OMD...). La Unión participaron en la coproducción de todas las canciones menos en Nana. Antonio Cortés participó en la coproducción de las canciones Fueron los celos, Si tú quisieras, Nana y Berlín. 

### Fueron los celosy polémica por violencia machista
En 2017 la Concejala de Igualdad del Ayuntamiento de Torrijos desaconsejó para un evento municipal canciones como Fueron los celos, de La Unión o Corazón de tiza, de Radio Futura, por incluir expresiones machistas. 
 

Numerosas asociaciones y voces feministas han revisado la canción, subrayando que la canción justifica la violencia machista a través de los celos, en un videoclip en el que se grita y se rompe un vaso de forma violenta con el fin de impedir que la mujer se marche. 
"Sé bien que por un momento perdí el control
no era yo quien maldecía, no era yo
perdona si mis palabras te han hecho llorar
si de algo soy culpable es de amar
hoy mi mente se nubló, no hablaba el corazón
fueron los celos ...)
sólo pretendía guardar algo de mi posesión
fueron los celos
si de algo soy culpable es de amor

## Lista de canciones
1. Tentación (L. Bolín*, M. Martínez*, R. Sánchez*) - 4:00
2. Fueron los celos (L. Bolín*, M. Martínez*, R. Sánchez*) - 4:10
3. Ella es un volcán (L. Bolín*, M. Martínez*, R. Sánchez*) - 3:57
4. Si tú quisieras (L. Bolín*, M. Martínez*, R. Sánchez*) - 3:37
5. Dámelo ya (L. Bolín*, M. Martínez*, R. Sánchez*) - 4:30
6. Llámame (L. Bolín*, M. Martínez*, R. Sánchez*) - 2:56
7. Revolución (L. Bolín*, M. Martínez*, R. Sánchez*) - 4:04
8. Más dura será la caída (L. Bolín*, M. Martínez*, R. Sánchez*) - 3:53
9. Nana (L. Bolín*, M. Martínez*, R. Sánchez*) - 3:50
10. Santa María (L. Bolín*, M. Martínez*, R. Sánchez*) - 4:45
11. Berlín (L. Bolín*, M. Martínez*, R. Sánchez*) - 5:20

## Créditos
- Luis Bolín - Bajo y voz
- Mario Martinez - Guitarra
- Rafa Sánchez - Voz